# Megalomphalus californicus
Megalomphalus californicus är en snäckart som först beskrevs av Dall 1903.  Megalomphalus californicus ingår i släktet Megalomphalus och familjen Vanikoridae. Inga underarter finns listade i Catalogue of Life.